# شیطان نابغه ۲: لعنت جهانی
شیطان نابغه ۲: لعنت جهانی (انگلیسی: Evil Genius 2: World Domination) یک بازی استراتژی هم‌زمان و بازی ویدئویی شبیه‌سازی می باشد که ادامه نسخه اول آن که در سال ۲۰۰۴ منتشر شد. این بازی در ۳۰ مارس ۲۰۲۱ برای مایکروسافت ویندوز، پلی‌استیشن ۴، پلی‌استیشن ۵، اکس‌باکس وان و اکس‌باکس سری اکس و سری اس منتشر شد.